# Jernbanespor
Jernbanespor, togspor, spor, togskinner eller skinner er en definition på en permanent anlagt linje til infrastruktur med et skinnekøretøj. Jernbanespor består af to dele:

## Underbygning
Underbygningen, der bærer banelegemet. Dette er jernbanens fundament og sørger for at banens niveau ikke stiger mere end det tilladte, såsom opfyldninger til dæmninger og dræning af arealet, hvorpå banelegemet er placeret. I denne kategori er også broer, støttemure og tunneller inkluderet. Derfor er der krav til dens bæreevne, stabilitet samt forhindre uønsket færdsel på banelegemet. Dette sker ved hjælp af hegn. I nyere tid er der også sat krav til æstetik og miljø.

## Overbygning
Overbygningen, der består af de tre dele:
- Jernbaneskinner som både skal bære og styre toget. Skinnerne sættes på svellerne i en bestemt afstand – også kaldet sporvidde. Skinner vedligeholdes med slibning engang imellem af skinnesliber.
- Sveller af tværliggerne som skinnerne et fastgjort på. Tidligere blev disse lavet af træ, men i dag fremstilles de næsten udelukkende af beton.
- Ballast, der holder svellerne på plads. Tidligere blev grus anvendt, men i dag er knust sten, også kaldet skærver, mere almindeligt. Et dansk videnskonsortium – Road2Rails – bestående af virksomheder indenfor asfaltbranchen og jernbaneteknologi arbejder på at benytte special designet asfalt i stedet for skærver. Fremtidens højere toghastigheder øger kravene til vedligeholdelse eksponentielt med den traditionelle skærvemodel, hvorimod det forventes at asfalt kan være mere stabilt.[1]

### Sporvidde
Afstanden mellem indersiderne af skinnerne kaldes sporvidde. Det er vigtigt at denne er konstant. Den mest almindelige er 1435mm, også kaldet normalspor. Dennes historie går helt tilbage den amerikanske borgerkrig og dengang, hvor det var en Zar der regerede Rusland. Jernbanen var nemlig den ultimative måde at transportere sine soldater, når der skulle føres krig eller forsvares. Under den amerikanske borgerkrig havde nordstaterne valgt den samme sporvidde, efter eksempel fra europæerne, hvilket kom til være en stor fordel for deres udfald af krigen, da sydstaterne havde fire forskellige sporvidder – hvilket besværliggjorde transporten gennem staterne, da godset skulle overflyttes mellem tog.
Den russiske Zar valgte, af frygt for en invasion, at anlægge bredere sporvidder for at undgå invasion med tog. 